# Ad de Jong (atleet)
Adrianus Leonardus Christoffel Maria (Ad) de Jong (Steenbergen, 17 september 1946) is een Nederlandse voormalige atleet, die gespecialiseerd was in de sprint. Hij werd driemaal Nederlands kampioen op de 100 m. Hiernaast won hij ook twee titels bij het verspringen en het hink-stap-springen. Bovendien was hij gedurende negentien jaar Nederlands mederecordhouder op de 4 x 200 m estafette.

## Loopbaan
Zijn eerste successen behaalde De Jong in 1967 door Nederlands kampioen te worden op de 100 m en bij het verspringen. Een jaar later kon hij alleen zijn verspringtitel prolongeren. 
In totaal heeft De Jong deelgenomen aan 25 interlandwedstrijden met de Nederlandse ploeg. Daarin kwam hij uit op de onderdelen: 100 m, verspringen, hink-stap-springen, 4 x 100 en 4 x 200 m estafette.

## Nederlandse kampioenschappen
| Onderdeel          | Jaar             |
| ------------------ | ---------------- |
| 100 m              | 1967, 1969, 1970 |
| verspringen        | 1967, 1968       |
| hink-stap-springen | 1972, 1977       |

## Persoonlijke records
| Onderdeel          | Prestatie | Datum            | Plaats       |
| ------------------ | --------- | ---------------- | ------------ |
| 100 m              | 10,4 s    | 19 augustus 1968 | Blankenberge |
| 200 m              | 21,6 s    | 26 augustus 1970 | Sittard      |
| verspringen        | 7,52 m    | 27 mei 1973      | Amsterdam    |
| hink-stap-springen | 15,25 m   | 26 juni 1976     | Steenbergen  |

## Palmares

### 100 m
- 1967:  NK - 10,4 s (te veel wind)
- 1968:  NK - 10,6 s
- 1969:  NK - 10,6 s
- 1970:  NK - 11,0 s
- 1971:  NK - 10,7 s
- 1972:  NK - 10,82 s

### verspringen
- 1967:  NK - 7,25 m (te veel wind)
- 1968:  NK - 7,33 m
- 1970:  NK - 7,27 m
- 1971:  NK - 7,27 m
- 1972:  NK - 7,26 m

### hink-stap-springen
- 1972:  NK - 14,75 m
- 1976:  NK - 14,90 m
- 1977:  NK - 14,77 m